# Рідне (Херсонський район)
Рі́дне (до 2016 року — Ленінка) — село в Україні, у Виноградівській сільській громаді Херсонського району Херсонської області. Населення становить 96 осіб. З початку широкомасштабного вторгнення Росії в Україну село перебуває під російською військовою окупацією.

## Назва
12 травня 2016 року Верховна Рада підтримала перейменування села Ленінка на Рідне в рамках декомунізації. 22 травня 2016 року перейменування набуло чинності.

## Населення
Згідно з переписом УРСР 1989 року чисельність наявного населення села становила 79 осіб, з яких 28 чоловіків та 51 жінка.
За переписом населення України 2001 року в селі мешкало 96 осіб.

### Мовний склад
Рідна мова населення за даними перепису 2001 року:
| Мова       | Чисельність, осіб | Доля     |
| ---------- | ----------------- | -------- |
| Українська | 93                | 96,88 %  |
| Російська  | 3                 | 3,12 %   |
| Разом      | 96                | 100,00 % |